# Sybra flavostriata
Sybra flavostriata är en skalbaggsart som beskrevs av Hayashi 1968. Sybra flavostriata ingår i släktet Sybra och familjen långhorningar. Inga underarter finns listade i Catalogue of Life.